# Ametallon sculpturatum
Ametallon sculpturatum är en stekelart som beskrevs av Christer Hansson 2004. Ametallon sculpturatum ingår i släktet Ametallon och familjen finglanssteklar.
Artens utbredningsområde är Costa Rica. Inga underarter finns listade i Catalogue of Life.